# Moniliopsis anomala
Moniliopsis anomala är en svampart som beskrevs av Burgeff ex Currah, Smreciu & Hambl. 1990. Moniliopsis anomala ingår i släktet Moniliopsis och familjen Ceratobasidiaceae.   Inga underarter finns listade i Catalogue of Life.